# Nolatypa
Nolatypa is een geslacht van vlinders van de familie visstaartjes (Nolidae).

## Soorten
- N. phoenicolepia Hampson, 1920